# قرار مجلس الأمن التابع للأمم المتحدة رقم 1186
قرار مجلس الأمن التابع للأمم المتحدة رقم 1186، المتخذ بالإجماع في 21 تموز / يوليو 1998، بعد الإشارة إلى القرارين 1105 (1997) و1110 (1997)، مدد المجلس وعزز ولاية قوة الأمم المتحدة للانتشار الوقائي في مقدونيا حتى 28 شباط / فبراير 1999.
وأشار القرار إلى أن بعثة قوة الأمم المتحدة للانتشار الوقائي لعبت دورًا مهمًا في الحفاظ على السلام والاستقرار في مقدونيا، وأشار إلى القرارات المتعلقة بالحالة في ألبانيا، بما في ذلك القرارين 1101 (1997) و1114 (1997). كما أشار إلى القرار 1160 (1998) الذي فرض حظراً على توريد الأسلحة إلى جمهورية يوغوسلافيا الاتحادية (صربيا والجبل الأسود) بما في ذلك كوسوفو. كما قامت بعثة حفظ السلام التابعة لقوة الأمم المتحدة للانتشار الوقائي بمراقبة الحدود لمنع انتشار الصراع وتدفقات الأسلحة غير المشروعة.
عزز مجلس الأمن بعثة قوة الأمم المتحدة للانتشار الوقائي بما يصل إلى 1050 فردًا ومدد تفويضها لمدة ستة أشهر أخرى لمراقبة أحكام القرار 1160. سيكون التمديد النهائي لقوة الانتشار الوقائي بسبب الفيتو الصيني بعد اعتراف مقدونيا بتايوان. في الأشهر التالية، عبر اللاجئون الأوائل من كوسوفو الحدود إلى مقدونيا، حيث صرح الرئيس المقدوني كيرو غليغوروف بأن وجود قوة الأمم المتحدة للانتشار الوقائي كان في أمس الحاجة إليه في تلك المرحلة.

## روابط خارجية
- نص القرار في undocs.org